# CFCM-DT
Pour les articles homonymes, voir CFCM.
CFCM-DT est une station de télévision québécoise affiliée au réseau TVA située dans la ville de Québec. Ses studios se trouvent à ExpoCité, dans le quartier Lairet.

## Histoire
CFCM est la première station de télévision privée au Québec, entrant en ondes pour la première fois le 17 juillet 1954. CFCM tire ses débuts en tant qu'affiliée bilingue de CBC/SRC. Le propriétaire d'origine était la Télévision de Québec, un consortium de la chaîne cinématique Famous Players et les deux stations de radio privées de la ville de Québec, CHRC et CKCV.
Lors de son lancement, CFCM est immédiatement reliée aux réseaux à micro-ondes de CBC et Radio-Canada. La station commence à diffuser un service entièrement en français à partir du 17 mars 1957, lorsque Télévision de Québec lance CKMI. Quand la SRC met en ondes CBVT le 7 septembre 1964, CFCM rejoint l'association formée par CFTM de Montréal et CJPM de Chicoutimi un an plus tôt. Cette association est le précurseur de TVA, qui sera officiellement organisé en 1971.
La Télévision de Québec est presque contraint de vendre ses stations en 1969 à cause de la nouvelle réglementation du Conseil de la radiodiffusion et des télécommunications canadiennes exigeant que les stations de télévision soient à 80 % détenues au Canada. En effet, son principal actionnaire, Famous Players, était une filiale du studio de cinéma Paramount Pictures. Finalement, Famous Players réduit sa participation à 20 % en 1971, permettant à la Télévision de Québec de conserver CKMI et CFCM. La société se rebaptise ensuite Télé-Capitale en 1974.
CFCM, ainsi que cinq autres stations, CKMI, CHLT, CHEM et CFER, sont toutes rachetées par Pathonic Communications en 1979. CFCM devient la station phare du nouveau système de Pathonic affilié à TVA. Pathonic fusionnera plus tard en 1990 avec Télé-Metropole, propriétaire de CFTM.
Jusqu'au 1er septembre 2011, les installations de transmission de CFCM accueillent également l'émetteur de CBVE-TV, le ré-émetteur local de CBMT.
De 1954 à 2016, les studios et l'émetteur sont situés sur la rue Myrand, dans l'arrondissement de Sainte-Foy. En 1983, un agrandissement des locaux de Sainte-Foy a lieu avec l'ajout d'un centre de production de 22,000 pi.ca attenant l'édifice qui était déjà présent.
Le Groupe TVA déménagera, en mars 2016 la station dans les anciens locaux du Salon de jeux de Québec à ExpoCité adjacent au Centre Vidéotron. En 2021, l'ancienne tour émettrice est démantelée pour faire place à un projet domiciliaire. Elle faisait 400 pieds de hauteur pour soutenir une antenne de 48 pieds. Cette tour de transmission permettait de retransmettre des émissions sur 80 kilomètres,.

## Programmation
Dans les années 1970, Télé-Capitale produisait environ 26 heures d'émissions par semaine. En plus des nouvelles locales, une émission pour enfants Le Sac "Décolle" débute le 6 octobre 1975, mettant en vedette Diane Garneau, Serge Guérin, Dominique Bouchard et Pierre Powers, et deux marionnettes, Postillon et Nonorignal.
Jusqu'en 2021, CFCM produisait sa propre édition du bulletin de 18 heures (TVA 18 heures) présentée par Pierre Jobin. Le 14 janvier 2021, il est annoncé que le bulletin est allongé d'une heure et qu'il débutera désormais à 17 h 30. Cette nouvelle formule a débuté le 15 février de la même année et est présentée par Pierre Jobin et Julie Couture. Elle est la seule station du réseau TVA qui produit entièrement son propre bulletin de nouvelles du soir.
L'émission Salut Bonjour Week-end est produite en direct dans les studios de CFCM.

## Télévision numérique terrestre et haute définition
CFCM-DT a commencé à diffuser en mode numérique le 29 août 2011 au canal 17 via son canal virtuel 4.1. CFCM a interrompu l'émission de son signal analogique le 1er septembre 2011 à minuit à la suite de l'arrêt de la télévision analogique et la conversion au numérique.

## Identité visuelle

Logo de TVA de 1990 à novembre 2012.
Logo de TVA du 29 novembre 2012 au 11 novembre 2020[10].
Logo de TVA depuis le 11 novembre 2020[10].

## Galerie

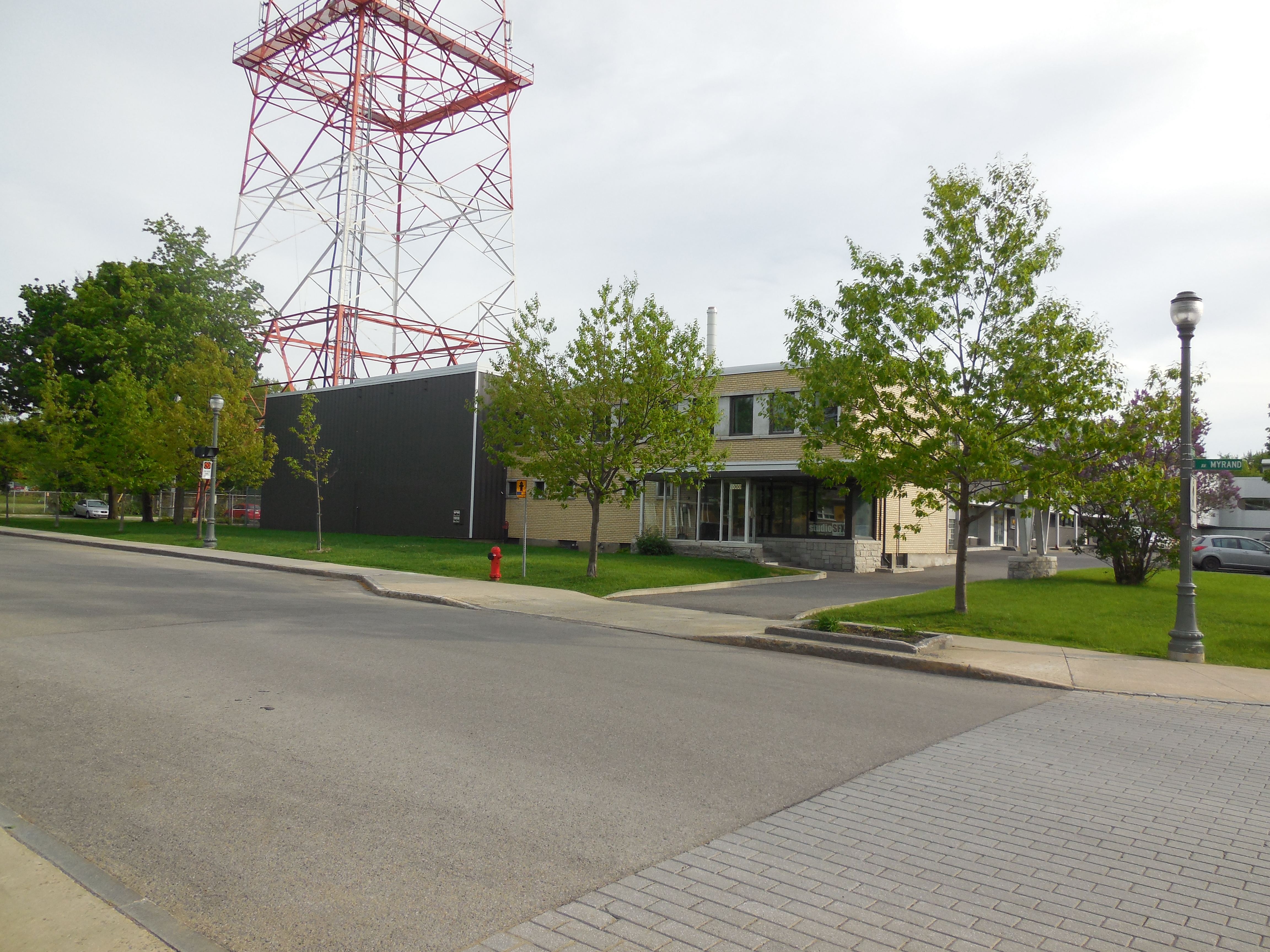
Locaux de TVA-Québec sur l'avenue Myrand de 1954 à 2016.
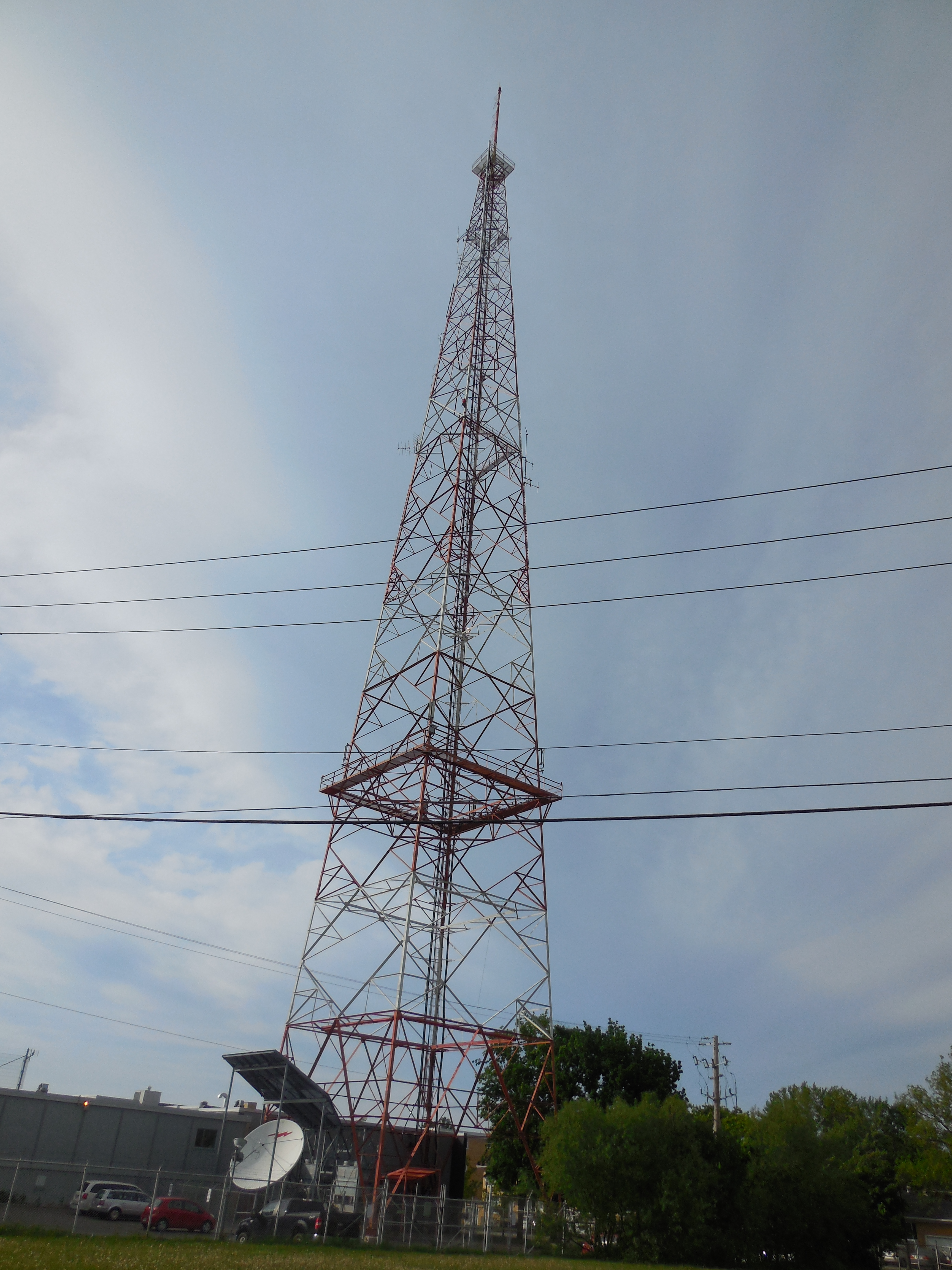
Ancienne Antenne de la station CFCM-DT, sur l'avenue Myrand démantelée en 2021
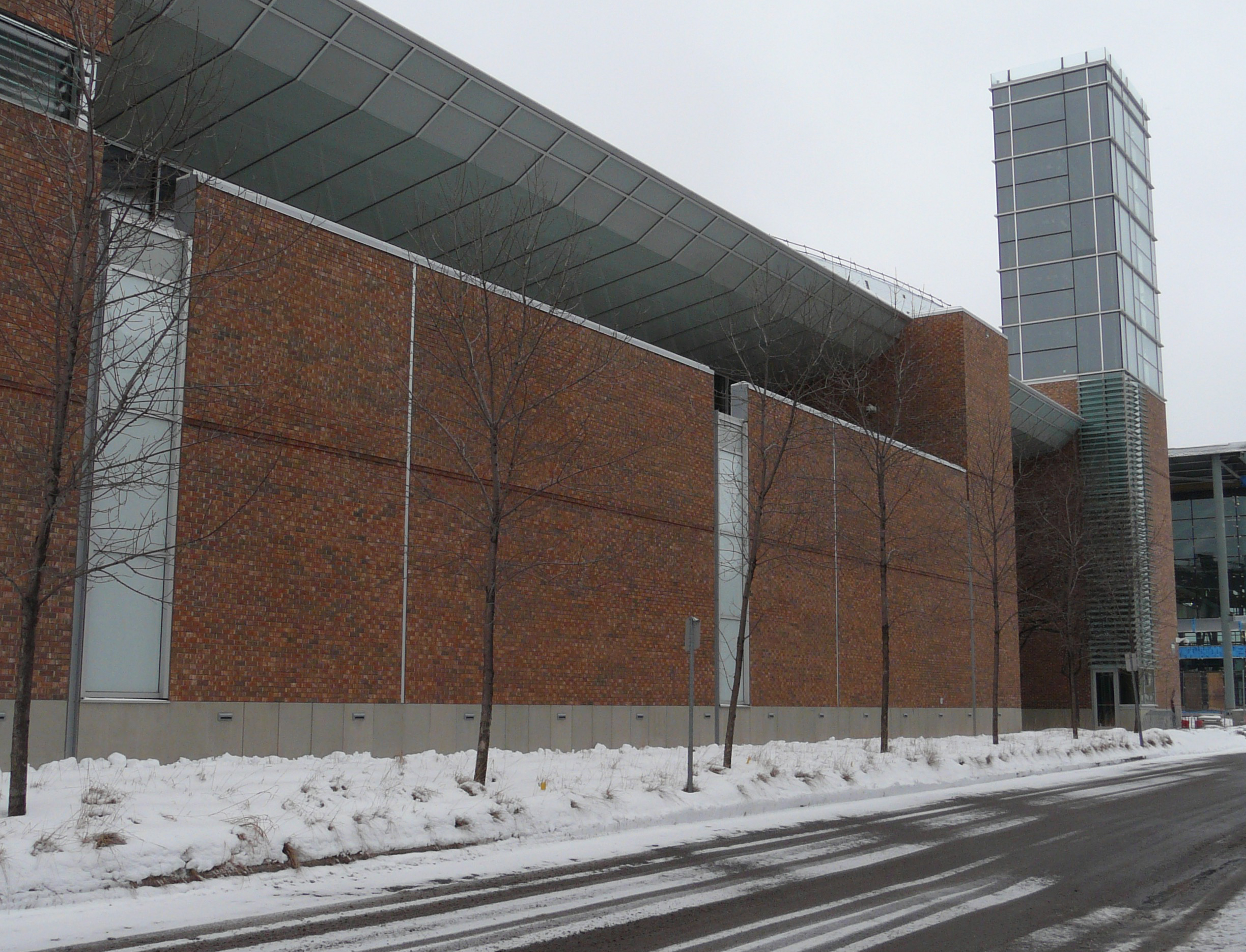
Locaux de TVA-Québec depuis mars 2016.